# Rijksbeschermd gezicht Edam
Gezicht Edam is een van rijkswege beschermd stadsgezicht in Edam in de Nederlandse provincie Noord-Holland. De procedure voor aanwijzing werd gestart op 15 mei 1973. Het gebied werd op 23 augustus 1977 definitief aangewezen. Het beschermd gezicht beslaat een oppervlakte van 90,3 hectare.
Panden die binnen een beschermd gezicht vallen krijgen niet automatisch de status van beschermd monument. Wel zal de gemeente het bestemmingsplan aanpassen om nieuwe ontwikkelingen in het gebied te reguleren. De gezichtsbescherming richt zich op de stedenbouwkundige en cultuurhistorische waardering van een gebied en wil het toekomstig functioneren daarvan veiligstellen.